# Грей, Джон Генри
Джон Генри Грей (англ. John Henry Gray; 11 марта 1859, Чарлстон, штат Иллинойс, США — 4 апреля 1946, США) — американский экономист. В 1907—1920 годах профессор экономики Миннесотского университета, президент Американской экономической ассоциации в 1914 году.

## Биография
Джон родился 11 марта 1859 года в Чарлстоне, штат Иллинойс, США. Сын Джеймса Коуэна и Марии А. (Митчелл) Грей.
В 1887 году получил степень бакалавра искусств в университете штата Иллинойс.
В 1887—1889 годах преподавал политэкономию в Гарвардском университете, в 1890—1892 году учился и получил докторскую степень в Галле-Виттенбергском университете.
В 1892—1907 годах профессор экономики в Северо-Западном университете. В 1907—1920 годах профессор экономики в Миннесотском университете, а в 1920—1925 годах профессор в Карлтон колледже.
Главный аналитик и эксперт Бюро межгосударственной торговой комиссии оценки в 1917—1919 годах, эксперт по оценке в 1925—1928 годах. Профессор и заведующий кафедры экономики, аспирантуру Американского университета в 1928—1932 годах, летом 1914 года профессор экономики Калифорнийского университета. Председатель Всемирного конгресса политических наук в Чикаго 1893 года, председатель муниципального комитета Чикагской гражданской федерации в 1894—1896 годах, эксперт министерства труда США в 1902—1903 годах, где исследовал ограничения производства в Великобритании. Представитель уполномоченного министерства труда США на Международном кооперативном конгрессе в Манчестере, Англия в 1902 году, представлял также американское правительство на международном конгрессе занятости в Дюссельдорфе, Германия, в 1902 году и на международном съезде торговли и промышленности в Остенде, Бельгия, в том же 1902 году. В 1905 году член комиссии по муниципальной собственности Национальной гражданской федерации. В 1911—1914 годах член исполнительного совета по расследованию государственного регулирования корпораций Национальной гражданской федерации. В 1914—1915 годах член комиссии эффективности и экономики штата Миннесоты.
Джон являлся подполковником Армии США и членом совета оценщиков по мобилизации имущества для нужд армии, был ассоциированным редактором Economic Bulletin в 1908—1910 годах и в журнале Journal of Accountancy.
Семья
Джон 14 июня 1894 года женился на Хелен Роквелл Блисс. У них родился сын Джеймс Блисс Грей и дочь Эвелин Грей. Их брак длился до её смерти в 1922 году.